# 1989년 한국프로야구 신인 드래프트
1989년 한국프로야구 신인선수 지명회의는 지역 연고를 바탕으로 한 '1차 지명'과 지역 연고에 상관없이 지명하는 '2차 지명'으로 이루어져 있다.

## 1차 지명
- 구단 순서는 A~Z, 가나다 순.

※이름에 가로줄이 그어진 것은 구단이 해당 선수에 대한 지명권을 포기했음을 의미함.
| 구단          | 성명            | 출신학교                                            | 포지션 | 지명순위 |
| ------------- | --------------- | --------------------------------------------------- | ------ | -------- |
| MBC 청룡      | 김기범          | 충암고등학교-건국대학교-한국화장품                  | 투수   | 1순위    |
| MBC 청룡      | 최훈재          | 서울영일초등학교-중앙중학교-중앙고등학교-단국대학교 | 외야수 | 2순위    |
| MBC 청룡      | 나웅            | 한양대학교                                          | 내야수 | 3순위    |
| OB 베어스     | 이진            | 성균관대학교                                        | 투수   | 1순위    |
| OB 베어스     | 김동현          | 동국대학교                                          | 투수   | 2순위    |
| OB 베어스     | 김보선          | 충암고등학교-한양대학교                             | 투수   | 3순위    |
| 롯데 자이언츠 | 김청수          | 동아대학교                                          | 투수   | 1순위    |
| 롯데 자이언츠 | 서호진          | 경성대학교                                          | 투수   | 2순위    |
| 롯데 자이언츠 | 김선일          | 경남고등학교-동아대학교                             | 포수   | 3순위    |
| 빙그레 이글스 | 진정필          | 고려대학교                                          | 투수   | 1순위    |
| 빙그레 이글스 | 황대연          | 고려대학교                                          | 내야수 | 2순위    |
| 빙그레 이글스 | 강석천          | 대전고등학교-인하대학교                             | 내야수 | 3순위    |
| 삼성 라이온즈 | 하용석          | 경북고등학교-한양대학교                             | 포수   | 1순위    |
| 삼성 라이온즈 | 강영수 (1965년) | 대구상업고등학교-한양대학교-한국화장품              | 외야수 | 2순위    |
| 삼성 라이온즈 | 최해명          | 세일통상                                            | 내야수 | 3순위    |
| 태평양 돌핀스 | 허정욱          | 제물포고등학교-고려대학교                           | 투수   | 1순위    |
| 태평양 돌핀스 | 김형주          | 단국대학교                                          | 투수   | 2순위    |
| 태평양 돌핀스 | 윤형석          | 인하대학교                                          | 투수   | 3순위    |
| 해태 타이거즈 | 이광우          | 군산상업고등학교-원광대학교                         | 투수   | 1순위    |
| 해태 타이거즈 | 이강철          | 광주제일고등학교-동국대학교                         | 투수   | 2순위    |
| 해태 타이거즈 | 장호익          | 농협                                                | 포수   | 3순위    |

※서울 지역 1차 지명 우선권은 OB 베어스에 있었음.

## 2차 지명
2차 지명 구단 순서는 1988년 리그 순위의 역순이다.
※이름에 가로줄이 그어진 것은 구단이 해당 선수에 대한 지명권을 포기했음을 의미함.
| 지명 순위 | 태평양                        | MBC                  | OB                          | 삼성                            | 롯데                              | 빙그레                 | 해태                        |
| --------- | ----------------------------- | -------------------- | --------------------------- | ------------------------------- | --------------------------------- | ---------------------- | --------------------------- |
| 1         | 박준태 (광주일고-동국대,외야) | 한명수 (동국대,투수) | 구동우 (동아대,투수)        | 박용준 (광주일고,투수)          | 김인호 (광주진흥고-성균관대,내야) | 김락기 (동아대,투수)   | 윤재호 (동국대,내야)        |
| 1         | 정명진 (상무,투수)            | 김덕근 (농협,투수)   | 구동우 (동아대,투수)        | 박용준 (광주일고,투수)          | 김인호 (광주진흥고-성균관대,내야) | 김락기 (동아대,투수)   | 윤재호 (동국대,내야)        |
| 2         | 정명원 (군산상고-원광대,투수) | 박성훈 (경성대,내야) | 이명수 (휘문고-고려대,내야) | 이종옥 (건국대,내야)            | 이종운 (경남고-동아대,외야)       | 이종호 (동아대,내야)   | 김태완 (동아대,내야)        |
| 3         | 이상대 (성균관대,외야)        | 이승범 (농협,내야)   | 김진규 (농협,투수)          | 김대열 (동국대,포수)            | 윤동배 (경남고-동아대,투수)       | 박선일 (경희대,포수)   | 문승훈 (영흥고-계명대,내야) |
| 4         | 김영범 (농협,내야)            | 최준호 (연세대,투수) | 곽연수 (동국대,외야)        | 나광남 (광주진흥고-단국대,외야) | 김상우 (동래고-경성대,외야)       | 성군철 (인천전문,내야) |                             |
| 5         | 김진한 (농협,포수)            |                      | 하득인 (충암고-원광대,내야) | 김선진 (광주일고-연세대,내야)   |                                   | 손경호 (계명대,내야)   |                             |
| 6         | 김진휘 (중앙대,외야)          |                      | 안종호 (성균관대,투수)      |                                 |                                   | 김성재 (영남대,내야)   |                             |